# تعمیرکار (فیلم)
تعمیرکار محصول ۱۹۶۸ سینمای درام انگلستان براساس کتابی نیمه زندگینامه‌ای به همین نام نوشته برنارد مالامود است که توسط جان فرانکن‌هایمر کارگردانی و توسط آلن بیتس بازی شده است.

## داستان فیلم
داستان فیلم درباره مردی به نام یاکوف باک، یک روسی ساکن در امپراتوری روسیه که به ناحق و از روی غرض ورزی و تهمت خون زندانی شده است و فیلم براساس حادثه دادگاه بلیس در سال ۱۹۱۳ که به اشتباه مناخیم مندل بلیس متهم به قتل پسری به نام آندره یوشچینسکی است و تهمت خون را به عنوان انگیزه ادعا ارائه شده بود.